# Astrup (Grinderslev Sogn)
 For alternative betydninger, se Astrup. (Se også artikler, som begynder med Astrup)
Astrup er en gammel hovedgård i Grinderslev Sogn, Salling, Nørre Herred, nordøst for Skive. Den tilhørte i midten af 1400-tallet Juul'erne (med stjernen i våbnet), senere Friis'erne. Claus Reventlow havde den fra 1735 indtil 1749, hvor han solgte den til Peder Malling (fader til statsministeren Ove Malling), men solgtes atter 1766.
Hovedbygningen (1773) og den toetages pavillonbygning mod øst (1786) samt hegnsmur og småhuse (ca. 1800) er fredet.
Tobaksfabrikant Thomas Funder købte Astrup i 1840.
Fredningen blev gennemført 1918 og udvidet 1964.